# 12 stul'ev
12 stul'ev (12 стульев) è un film del 1971 diretto da Leonid Iovič Gajdaj.